# Jardín sombrío
Jardín sombrío es la quinta novela de la serie Dollanganger, de V. C. Andrews. Publicada por primera vez en 1987; un año después de la muerte de la autora. En 1988 fue publicada su versión en castellano. Esta novela relata el origen de Olivia Wintfield, los eventos que hicieron que se convirtiera en la señora fría y dominante de Foxworth Hall, cómo ocurrió la infancia de Corinne y su traición. La historia transcurre entre los años 1918-1957.

## Descripción general

### Parte I
Jardín sombrío comienza en 1918, con una Olivia alta y poco agraciada que es rescatada de la soltería por el inteligente y guapo Malcolm Foxworth. Ella cree que ha encontrado "el indicado" ya que este es el primer hombre que ha mostrado interés por ella debido a, según ella, su altura y apariencia sencilla. Malcolm, atraído por su franqueza e impresionado con su inteligencia, le propone matrimonio después de sólo dos días de conocerse. Se casan dos semanas más tarde.
Olivia deja su casa familiar en New London, Connecticut y se muda a la mansión de la familia, Foxworth Hall, en Charlottesville, Virginia. Allí Olivia comienza a descubrir los oscuros secretos acerca de Malcolm que empezarán a disminuir su amor por él. 
Ella descubre que él aún está atormentado por el abandono de su madre, cuando tenía cinco años; y cree que fueron su propia falta de atractivo y su dinero lo que lo atrajeron, ya que él desconfía de las mujeres con una belleza más convencional. En una fiesta para celebrar su boda, Malcolm habla y coquetea con otras mujeres, descuidando a Olivia. Olivia se siente traicionada y humillada, pero sigue siendo optimista de que las cosas van a cambiar a medida que comiencen su vida en común. 
Al explorar la casa, ella descubre "El cuarto del cisne," una habitación que pertenecía a la madre de Malcolm: Corinne, que se ha mantenido como un santuario dedicado a ella. En la habitación hay una cama muy grande y ornamentada, tallada en forma de cisne. Cuando Malcolm la descubre en la habitación, finalmente consuma el matrimonio, en un acto que podría ser considerado más una violación que un acto de amor; Malcolm dice el nombre de su madre todo el tiempo. Olivia quiere gritar pero no lo hace, tratando de salvar su humillación de los criados. 
Nueve meses más tarde Olivia da a luz a un niño, Malcolm Jr., a quien se conoce generalmente como "Mal", por lo que sería más fácil de distinguir entre él y su padre. Malcolm es amable con ella a veces, lo que le da la esperanza de que las cosas podrían mejorar entre ellos. Pero la mayor parte del tiempo, Olivia se siente poco importante e ignorada. Dos años más tarde, da a luz a un segundo hijo, Joel. Malcolm está molesto porque quería como segundo hijo a una niña y no un niño; además, Joel no es saludable. A esto se suma el hecho de que él y Olivia ya no pueden tener más hijos. Malcolm no aprecia completamente a sus hijos, a causa de su decepción por no tener una hija.

### Parte II
Poco después del nacimiento de Joel, el padre de Malcolm, Garland, vuelve a Foxworth Hall con su nueva esposa, Alicia. Olivia se disgusta al ver que Alicia sólo tiene diecinueve años y es muy hermosa y Malcolm se enfurece al descubrir que está embarazada, pensando que ese niño (medio hermano suyo) heredará parte de la fortuna de Garland. Alicia hace numerosos gestos amistosos hacia Olivia, pero ésta se mantiene distante. Alicia da a luz un hijo, al que llama Christopher. 
Sin embargo, Malcolm se obsesiona con Alicia. En un incidente, Malcolm la sigue hasta el lago e intenta seducirla. Cuando Alicia rechaza sus coqueteos, Malcolm está convencido de que ella lo incitó y se compromete a hacerla pagar muy caro. Olivia sabe de la lujuria de Malcolm hacia Alicia y que fue humillado y está con el corazón roto, pero culpa a Alicia por hacerse la atractiva con Malcolm.
En la noche del tercer cumpleaños de Christopher, Garland descubre a Malcolm tratando de violar a Alicia; comienza una violenta discusión con Malcolm y tiene un ataque cardiaco, y muere. Las cosas son muy sombrías en la casa, aunque Malcolm parece estar sintiendo algo de culpa y evita a Alicia. Después de algún tiempo, sin embargo, su obsesión con ella reaparece. Un mes más tarde, Alicia le confiesa a Olivia que Malcolm la ha estado visitando en su dormitorio y obligándola a tener relaciones, amenazando con arrojarla a ella y Christopher a la calle sin un centavo si ella no lo deja. También le dice a Olivia que ella está embarazada de un hijo de Malcolm. Olivia se siente humillada y celosa. Este es el momento en que endurece como persona y comienza a transformarse poco a poco en la abuela de  Flores en el ático '. 
Olivia decide que la única cosa que puede hacer es ocultar a Alicia, mientras que está embarazada. Mientras tanto Olivia fingirá estar embarazada. Una vez que Alicia tenga en secreto el bebé, Olivia lo va a hacer pasar como suyo. Malcolm le dará a Alicia la herencia de Garland, y ella y Christopher se irán. Alicia acepta a regañadientes y se despide de Christopher, y se va a la clandestinidad. Olivia contrata a nuevos empleados, como precaución adicional para proteger su secreto. Olivia teme que el interés de Malcolm en Alicia siga siendo el mismo, por lo que para hacer a Alicia menos atractiva para él, la obliga a cortarse su largo pelo, el que deja Olivia en el escritorio de Malcolm para demostrar que ella es ahora la que tiene el control. 
Durante los meses que pasan, Olivia comienza a querer a Christopher como otro hijo y tiene el corazón roto cuando Alicia, después de dar a luz a una hija, se va de repente y en silencio, llevándose a Christopher con ella. Sin embargo, Olivia pronto se enfureció cuando ella descubre Malcolm ha nombrado a su nueva hija Corinne, como su madre, y planea supervisar su educación. Él actúa como un único padre a la joven Corinne, a menudo anulando los intentos de Olivia para criar a la niña como una joven apropiada. Olivia todavía hace lo que puede para ser una madre de Corinne, y en su favor, ama a la niña como si fuera suya y consigue alegría en su relación. 
En los años que pasan, Corinne crece como una muchacha joven y feliz, pero consentida, y Malcolm sigue estando emocionalmente distante de sus hijos y de su esposa Olivia. A menudo los critica y se molesta con sus hijos, en especial con Joel, cuando muestran poco interés en su negocio, aunque Mal parece estar dispuesto a seguir los pasos de su padre. Malcolm Jr. muere en un accidente de motociclismo que dio lugar a él y a un caballo por un precipicio cerca de Foxworth Hall. Más tarde, John Amos, el primo de Olivia, es contratado como mayordomo y también sirve para incorporar la religión en el hogar. Poco después, Joel se va en una gira por Europa con una orquesta profesional contra los deseos de su padre y es famoso en varios periódicos europeos. Olivia se enorgullece de Joel, pero Malcolm desestima el camino de Joel como frívola y una vergüenza para la familia, aunque por debajo de la crítica está la preocupación por su hijo, y la decepción en la elección de Joel de dejar Foxworth Hall.

### Parte III
Desafortunadamente, Joel encuentra su fin en una avalancha. Sus padres son informados de su muerte en un telegrama que también reveló que su cuerpo no fue recuperado. Devastado por la pérdida de sus hijos (malcom jr. y joel, sus dos únicos como matrimonio), Olivia y Malcolm recurren a la religión y ligeramente unión hasta que Olivia recibe una carta de Alicia, que se está muriendo de cáncer. Alicia se había vuelto a casar poco después de salir de Foxworth Hall, pero su marido murió unos años más tarde, y ella se quedó en bancarrota durante la Gran Depresión, así que ella y Christopher han estado viviendo en la pobreza. Alicia le pide a Olivia dar Christopher un hogar y mandarlo a la escuela de medicina. Olivia es amable con Christopher, mientras que Alicia estaba en el ático, Alicia quiere que Christopher viva en Foxworth Hall. Olivia convence a Malcolm en estar de acuerdo con esto, y Christopher viene a vivir con ellos. 
Cuando se encuentran por primera vez, Corinne y Christopher se enamoran profundamente. Todo el mundo está cegado por el amor, sin embargo, debido a que todos adoran Christopher. Más tarde, John Amos (primo de olivia) comienza a sospechar de incesto, aunque Olivia hizo caso omiso a lo que decía su primo. Ella y Malcolm parece realmente feliz y contento con su familia por primera vez. Aunque ella se expresa sutilmente, Olivia se lo insinúa a Christopher. 
Después de graduarse de la universidad de Christopher (y graduación del instituto de Corinne), Christopher recibe una carta de aceptación a la Universidad de Harvard. Olivia es la primera en verlo, y es muy feliz y se apresura a encontrar Christopher. John Amos encuentra Olivia primero, sin embargo, y le dice que Christopher y Corinne están haciendo el amor en la habitación Swan. Ella no le cree, pero echa un vistazo rápido, lo que revela Christopher y Corinne en el acto de hacer el amor. Olivia tiene el corazón roto y se va a decir Malcolm. Christopher y Corinne van y tratan de explicarse ante Malcolm y Olivia, pero Malcolm los condena. Christopher se ve en Olivia la esperanza de que ella pueda intervenir, y está conmocionado y herido al encontrar que Olivia esta de lado de Malcolm. Él y Corinne son desterrados y desheredados. Malcolm tiene un [ataque al [corazón]] después, y se ve obligado a utilizar una silla de ruedas. Olivia se dedica a la atención de Malcolm. Olivia también revela la verdad a John Amos que Christopher no era sólo la mitad-el tío de Corinne, sino también su medio hermano. Ella también habla de los pecados y los acontecimientos que condujeron a ella. John se alimenta del temor que Olivia le tenía por Dios, instándola junto a Malcolm para convertirse obsesivamente a la religión. 
Malcolm es un hombre cambiado después del descubrimiento del escándalo de Chris y de Corinne. Por último, se rompe y le pide a Olivia que contratar a un detective privado para averiguar lo que le pasó a Corinne. El detective regresa e informa a Olivia de que viven en Gladstone, PA bajo el nombre de Dollanganger. Christopher abandonó la escuela de medicina y trabaja en relaciones públicas, y Corinne es una ama de casa. Ella se dijo que los dos tienen cuatro hijos: Chris, Cathy, y los gemelos, Cory y Carrie. Los cuatro niños son perfectamente sano, brillante, y hermoso, y conocido en su pueblo como los muñecos de Dresde. Ella no le dice Malcolm sobre los niños porque Olivia cree que él va a querer ver a sus nietos y convertirse hechizado por la belleza de los niños, especialmente las niñas. 
Años más tarde, en 1957, Corinne escribe una carta a Olivia, en busca de refugio y contando la muerte de Christopher en un [accidente [coche]]. Olivia tiene el corazón roto por la muerte de Christopher, pero John Amos le dice que era la obra de Dios. También convence para permitir Corinne y los niños vengan a Foxworth Hall, pero los niños se debe ocultar al mundo para siempre si se quiere poner fin a los pecados dentro de Foxworth Hall. Olivia escribe de nuevo a Corinne y dice que puede volver con los niños. Olivia le dice a Malcolm que Corinne volvería a casa, pero de nuevo no le dice acerca de los niños. Cuando ella los ve por primera vez, Olivia se da cuenta de la belleza de los niños y cuánto Chris y Cathy le recuerdan a Christopher y Corinne, pero ella se niega a amarlos, ya que son la "semilla del diablo". El libro termina con Olivia en silencio jurando mantener su corazón endurecido en contra de los niños, y para ocultarlos del mundo para siempre, aún sintiéndose igual de encarcelada como ellos.

### Aclaraciones
Este libro, a pesar de ser una precuela, de hecho cambia toda la naturaleza escandalosa de la serie. En lugar de un medio-tío y sobrina, se revela que Chris y Corinne son también medio hermano y hermana. El libro también da un aspecto simpático a Olivia nunca antes visto en los otros libros. Sin embargo, el lado más suave de Olivia estaba implícito en  Flores en el ático , cuando Cathy teoriza en un punto, aunque brevemente, que Olivia estaba tratando de evitar que comieran los donuts envenenados que su madre preparaba para ellos, cuando Olivia está de acuerdo con las demandas de Cathy de que se lleven al gemelo Cory  a un hospital (pero en realidad no lo estaba), cuando Olivia les da una planta y cuando  Christopher presencia a Olivia orando a los pies de su cama. 
Este libro también aclara el matrimonio sospechoso de Corinne y John Amos (mencionado en  si hubiera espinas '"), teniendo en cuenta el disgusto evidente de este último con el incesto. Como Corinne no es hija biológica de Olivia, ella y John Amos no están relacionados genéticamente. (Incluso si estaban relacionados genéticamente, la relación sería muy distante, es decir, cuarto primos.) 
Se ha señalado en este libro que quería casarse y tener hijos, pero su lado codicioso se muestra en los otros libros, como se muestra en '' si hay espinas '' cuando Cristopher afirma que Corinne quería demandar a su esposo (Chris Sr.) y obtener el dinero que era suyo. Su traición es probablemente debido al hecho de que ella se malcrió por su padre y se crio en la riqueza, por lo que una vez que los niños estaban en el ático, se concentró más en la obtención de su herencia. Se muestra que ella también conspiró con Olivia para encerrar a sus hijos, como se muestra cuando habló ( acerca de despertar a los gemelos para que pudieran caminar porque Chris y Cathy se estaban quejando de cargarlos y de sus brazos doloridos) "Dios sabe, que mejor caminen afuera mientras puedan ". Corinne declara en '' Pétalos en el viento '' que  puso arsénico en los donuts, pero su plan no era matarlos-era ponerlos enfermos uno por uno y sacarlos del ático "al hospital", y luego regresar y decirle a Olivia que habían muerto envenenados. Esto parece dudoso ya que Corinne y su esposo Bart se mudaron de FoxworthHall después de la muerte de Cory, así que ella no se mostró preocupada por la vida de sus otros hijos o por "sacarlos".

## Errores / inconsistencias
- En los libros Dollanganger anteriores, el nombre de Corinne se escribe "Corrine", sin embargo, en  Garden of Shadows , se escribe "Corinne". Jardín Sombrío fue escrito por el escritor fantasma Andrew Neiderman
- En Flores en el ático, Corrine y sus cuatro hijos llegan a Foxworth Hall, en el mes de agosto, sin embargo, en este libro, una nieve ligera está cayendo cuando llegan.
- La casa de muñecas que pertenece a Olivia se queda en su antigua casa. No hay ninguna mención de él alguna vez que llegan a Foxworth Hall, como lo hace en Flores en el ático.
- En Flores en el ático, Christopher Sr. muere a los 36 años; en Jardín sombrío muere a los 35 años (Esto puede deberse a que era su cumpleaños.)
- En Flores en el ático, Corrine dice a sus hijos que Olivia fue abusada por su madre (que estaba encerrada con llave en un armario, causando la claustrofobia y la falta de voluntad para entrar en el ático de Olivia), mientras que en Jardín Sombrío Olivia relata una cálida y relación amorosa con una madre géntil, y entra en el ático en varias ocasiones, sobre todo una vez cuando ella tiene a Alicia cautiva allí. Jardín Sombrío menciona que la madre de Olivia la encerró en el armario como castigo cuando se portaba mal.
- En Jardín sombrío, Malcolm Jr. muere en Foxworth Hall en un accidente de motocicleta; en Flores en el ático, Corrine dice a sus hijos que él murió en una cabaña que había construido. Las diferencias se encuentran en el lugar de la muerte y quien estuvo presente.
- En Flores en el ático, Corrine dice a sus hijos Joel corrieron lejos de casa y enviaron una postal única, mientras que enJardín sombrío, Olivia menciona muchos recortes de periódicos fueron enviados a casa. Corrine recuerda a Joel diciendo adiós a sus padres, mientras que ella no estaba presente en Jardín sombrío.
- En Jardín sombrío, Olivia menciona su relación amorosa con Corinne, mientras que en Flores en el ático, Olivia afirma con orgullo que ella pensó Corrine sea basura de nacimiento (aunque es posible que ella está mintiendo o simplemente disgustada por lo que Corinne hizo).
- En Flores en el ático Olivia grita a Cathy y Chris de que sus padres se fugaron en secreto y volvieron a pedir perdón por haberse enamorado. Sin embargo, en Jardín sombrío, Olivia atrapa a Sr. Christopher y Corrine desnudos en su cuarto. Esto lleva a un enfrentamiento con Malcolm y Olivia, después de lo cual Christopher y Corrine voluntariamente huyen de Foxworth Hall.
- En Flores en el ático Corrine dice a Cathy que tenía 12 años, y fuera a ir en bicicleta cuando consiguió su primer período, mientras que en Jardín sombrío Corrine tiene 14 años y orgullosamente comparte la noticia con su madre.
- En Jardín sombrío no menciona siempre presente el broche de diamantes de Olivia, ni amigos cercanos que hacen sus vestidos grises ( Flores en el ático). De hecho, Jardín sombrío dice que Olivia no tenía amigos en Virginia, la consideraban débil, frívola, y desagradable para su gusto.
- En Flores en el ático, cuando se enfrentan a Cathy, Corrine revela que Malcolm escribió en una carta a ella, en respuesta a sus peticiones de ayuda después de que Chris muere, que la única cosa buena acerca del matrimonio de Corrine, fue el hecho de que no creó la edición de cualquier demonio (niños endogámicos). En Jardín sombrío, Olivia dice que escribe la carta, y Malcolm no escribe nada en ella. Además, Olivia no le permite Malcolm sabe acerca de los niños, sabiendo que Malcolm sería hechizado por su belleza, especialmente las niñas, y no castigaría a los niños por el mal que sus padres han hecho. (Es probable que Corrine pudo haber estado mintiendo para mantener a sus hijos bajo control y conspirado con Olivia para mantener Malcolm conscientes de su existencia.)
- El hijo de Olivia Malcolm Jr. es apodado "Mal" para diferenciarlo de su padre. Los libros anteriores de la serie afirmaron que era conocido como "Mel".
- Jardín sombrío muestra que John Amos cumple Corrine por primera vez cuando ella tiene 14, mientras que se menciona en  Si hubiera espinas  que tenía 10 años.
- En Jardín sombrío, Christopher se llama Christopher Garland Foxworth. En  Flores en el ático , su nombre es Garland Christopher Foxworth IV.
- En Flores en el ático, Corrine dice a los niños que sus padres ella y sus hermanos habían obligado a asistir a la iglesia todos los domingos, no importa qué. En Jardín sombrío, no hay ninguna mención de la familia alguna vez asista a la iglesia, lo cual puede ser obviado dándolo por hecho.
- En Flores en el ático, Corrine dice a los niños que ella y sus hermanos fueron prohibidos de ser expuestos a la otra, que incluye nadar juntos, porque su madre dijo que era un pecado y fueron abusados si desobedecían. En Jardín sombrío, Olivia no le importa, e incluso permite Corrine nadar con Christopher. No hay ninguna mención de Corrine de ser abusada pero los chicos siendo disciplinados por su padre, abusa verbalmente y les azota.
- En Flores en el ático, Olivia expresa el odio hacia sus nietos debido a su concepción incestuosa, incluso físicamente y emocionalmente abusar de ellos. En Jardín sombrío, se siente atraído por ellos y en realidad quería amarlos, pero decidió no hacerlo debido a lo que sus padres habían hecho. Ella puede estar teniendo esto en cuenta en su tratamiento de los niños en la primera novela.
- En Flores en el ático y las novelas anteriores, Corrine sostiene que ella fue abusada por su padre. Pero en Jardín sombrío, Corrine es adorada y mimada por su padre. Ella pudo haber reconsiderado su tratamiento en retrospectiva.
- En Flores en el ático, Corrine escribe varias cartas a sus padres pidiendo ayuda. En Jardín sombrío, Olivia responde a Corrine en la primera carta.
- En Flores en el ático Corrine cambia a Corinne y viceversa durante todo el libro.
- En Si hubiera espinas, Corrine dice que John Amos es primo tercero de su madre. En Jardín sombrío, Olivia menciona que es el hijo de su tía materna. Esto pudo ser una mentira del propio John para escusar el incesto de su matrimonio sin decirle a Corrine su verdadero origen.
- Según el prólogo, el manuscrito debía ser entregado veinte años después de su muerte, presumiblemente a sus herederos. No obstante ni Bart ni Cathy mencionan tenerlo en Semillas del ayer, de hecho Catherine sigue mencionando a su abuela de la misma forma.

## Personajes
- 'Garland Foxworth' : padre de Malcolm y Christopher, abuelo paterno de Corrine y esposo de Alicia. Él es un hombre amable y simpático, pero un tanto desdeñoso hacia el niño problema que fue Malcolm. Da más atención a Christopher (fruto del amor de Alicia y él). Muere de un ataque al corazón, después de luchar contra Malcolm quien intentaba abusar de Alicia.

- 'Alicia Foxworth' : segunda mujer de Garland, madrastra de Malcolm, y la madre de Christopher  y  Corrine. Cuando se introdujo por primera vez, ella tenía diecinueve años y estaba embarazada de Garland. Malcolm cree que ella está con su padre solo por su dinero, pero Alicia está verdaderamente enamorada de Garland. Más tarde, es violada por Malcolm y Olivia la encierra en el desván mientras ella estaba embarazada de Corrine. Más tarde muere víctima de cáncer.

- 'Malcolm "Mal" Neal Foxworth, Jr.' : hijo mayor de Malcolm y Olivia. Llamado "Mal" para diferenciarlo de su padre. Muere en un accidente de motociclismo.

- 'Joel Joseph Foxworth' : segundo hijo de Malcolm y Olivia. Se le trata con desprecio por su padre, quien lo considera un "afeminado". Joel es un músico de talento, y más tarde se une a una orquesta. Joel es dado por muerto en una avalancha y su cuerpo nunca fue encontrado. Un hombre que dice que él es Joel Foxworth aparece en  Semillas de ayer  pero él se comporta como John Amos Jackson. (Puede haber sido un fraude y el primo que John predijo en  si hay espinas  se situaría detrás de él).